# Holmen (Flensborg)
|  | For alternative betydninger af Holmen, se Holmen (flertydig). |
Holmen (dansk) eller Holm (tysk) er en gågade i indre by i Flensborg. Gaden begynder ved Søndertorvet og ender ved Rådhusgade, hvor gågaden fortsætter som Storegade/Große Straße. Holmen og Storegade blev 1976 omdannet til gågade og danner sammen forbindelse mellem Sønder- og Nørretorvet. Da der endnu var sporvogne i Flensborg, gik en af hovedlinjerne til Aabenraagade gennem Holmen. 
På Holmen befandt sig indtil 1964 byens rådhus og hertugdømmets tidligere stænderhus. Bygningen var tegnet af Flensborg daværende stadsbygmester Laurits Albert Winstrup. På samme sted befinder sig nu stormagasinet Karstadt. Kun få meter fra Karstadt findes det 1986 åbnede indkøbscenter Holmpassage og det i november 2006 åbnede indkøbscenter Flensburg Galerie. Begge indkøbscentre er forbundet via en glasbro ved Søndergårdender. Holmen er ellers præget af gamle borgerhuse delvis fra byens blomstringsperiode i 1700-tallet. Købmandsgården på Holmen 45 er allerede nævnt i optegnelser fra 1436 som hjemsted for Sankt Knudsgildet. Senere gennemførte ejere flere ombygninger. Huset præges nu af den senbarokke facade ud mod hovedgaden. På Holmen 17 ligger Borgerforeningens forsamlingshus. Bygningens facade fik sit nuværende udseende i 1700-tallet og har tidligere tjent som dansk postgård. På Holmens midte står en brøndskulptur fra 1977 der afbilleder en siddende nøkke eller havfrue (Holmnixe).
I 2008 blev gaden saneret og fik en ny brostensbelægning.